# Dunajská Streda
Dunajská Stredaⓘ (în maghiară Dunaszerdahely, în germană Niedermarkt, în traducere din slovacă și maghiară, Miercurea Dunării) este un oraș din Slovacia cu 23.562 locuitori (2004), dintre care 79,75% maghiari, 15,26% slovaci, 1,50% romi și 0,63% cehi.
Vezi și: Listă de orașe din Slovacia

## Demografie
| An:                | 1994   | 2004   | 2014   | 2024   |
| ------------------ | ------ | ------ | ------ | ------ |
| Număr de persoane: | 23.797 | 23.562 | 22.553 | 22.826 |
| Diferență:         |        | −0,98% | −4,28% | +1,21% |

| An:                | 2023   | 2024   |
| ------------------ | ------ | ------ |
| Număr de persoane: | 22.892 | 22.826 |
| Diferență:         |        | −0,28% |